# كينيث كول ستيوارت
كينيث كول ستيوارت (بالإنجليزية: Kenneth Stewart Cole)‏ (و. 1900 – 1984 م) هو فيزيائي من الولايات المتحدة الأمريكية . ولد في إثاكا (نيويورك).
شارك في مشروع مانهاتن .وكان عضواً في الجمعية الملكية، والأكاديمية الأمريكية للفنون والعلوم .
توفي في لاهويا ، عن عمر يناهز 84 عاماً.

## التعليم
تعلم في كلية أوبرلين، وجامعة كورنيل

## جوائز
حصل على جوائز منها:
- زمالة غوغنهايم
- قلادة العلوم الوطنية الأمريكية.